# هالید متیل آمونیوم
هالید متیل آمونیوم (انگلیسی: Methylammonium halide) به هالیدهای آلی با فرمول شیمیایی CH3NH3X اشاره دارد. در اینجا X کلر, برم یا ید است. از این ترکیبات عمدتاً در تولید سلول های خورشیدی استفاده میشود.